# Sassierges-Saint-Germain
Sassierges-Saint-Germain település Franciaországban, Indre megyében. Lakosainak száma 447 fő (2022. január 1.). Sassierges-Saint-Germain Ambrault, Ardentes, Mâron, Mers-sur-Indre és Saint-Août községekkel határos.

## Népesség
A település népessége az elmúlt években az alábbi módon változott:
| Lakosok száma | 330  | 355  | 386  | 458  | 486  | 490  | 477  | 457  | 454  | 447  |
|               | 1968 | 1982 | 1990 | 2006 | 2013 | 2015 | 2017 | 2019 | 2020 | 2022 |